# Tifón Saomai
Saomai es el nombre que se le ha dado a 2 ciclones tropicales distintos, ambos situados al noroeste del Océano Pacífico.
El nombre Saomai corresponde al término usado en idioma vietnamita para referirse al planeta Venus (Sao Mai, "estrella matutina").
El primero de los tifones con este nombre, se produjo en el año 2000.
El más violento se produjo en el año 2006, y alcanzó la categoría 5 en la Escala de Huracanes de Saffir-Simpson. Causó 458 muertos en Filipinas y la República Popular de China.
- Datos: Q303068
- Multimedia: Typhoon Saomai / Q303068